# ألفرد إليشا أميس
ألفرد إليشا أميس هو قاضي ومحامي وسياسي أمريكي، ولد في 14 ديسمبر 1814، وتوفي في 23 سبتمبر 1874. انتخب عضو مجلس نواب إلينوي ‏.